# Eduard Mohr
Eduard Mohr (født 19. februar 1828, død 26. december 1876) var en tysk Afrikarejsende.
Mohr foretog som ung mand handelsrejser til Amerika, Hawai og Indien. Efter en jagtrejse til Sydafrika i 1863 drog han 5 år derpå atter til Sydafrika, besøgte Sambesi-Egnene og det store Victoria-vandfald. I 1870 vendte Mohr tilbage til Europa med smukke rejseresultater og blev i begyndelsen af 1876 af "Det Tyske Afrikanske Selskab" stillet i spidsen for en ekspedition, som fra Portugisiske Vestafrika skulle trænge frem i det indre, men allerede tidlig på rejsen døde han i Malange. Foruden afhandlinger i geografiske tidsskrifter har Mohr offentliggjort Reise- und Jagdbilder aus der Südsee, Kalifornien und Südostafrika (1868) og Nach den Victoriafällen des Sambesi (1875).